# Казал де Беле
Казал де Беле (фр. Cazals-des-Baylès) насеље је и општина у јужној Француској у региону Миди Пирене, у департману Арјеж која припада префектури Памје.
По подацима из 2011. године у општини је живело 46 становника, а густина насељености је износила 9,77 становника/km². Општина се простире на површини од 4,71 km². Налази се на средњој надморској висини од 300 метара (максималној 421 m, а минималној 305 m).

## Демографија
| 1962. | 1968. | 1975. | 1982. | 1990. | 1999. | 2011. |
| ----- | ----- | ----- | ----- | ----- | ----- | ----- |
| 29    | 50    | 55    | 37    | 31    | 36    | 46    |

График промене броја становника у току последњих година